# Bolesław Ziemba
Bolesław Ziemba (25 czerwca 1896 w Kamieńsku, zm. 31 sierpnia 1920 pod Wolicą Śniatycką) – żołnierz Legionów Polskich, oficer Wojska Polskiego w II Rzeczypospolitej, kawaler Orderu Virtuti Militari.

## Życiorys
Urodził się w rodzinie Tomasza i Katarzyny z Kułaków. Absolwent gimnazjum w Piotrkowie. Początkowo pracował na kolei. We wrześniu 1914 wstąpił do Legionów Polskich. Na szlaku legionowym walczył w szeregach 1 szwadronu 2 pułku ułanów.
W 1918 wstąpił do odrodzonego Wojska Polskiego. W czasie wojny z bolszewikami, w stopniu wachmistrza, walczył w szeregach 9 pułku ułanów małopolskich. 6 maja 1920 w potyczce pod Olszanicą, samorzutnie, na czele swojego plutonu, powstrzymał kolumnę nieprzyjaciela, co umożliwiło pozostałym oddziałom polskim na przegrupowanie się. Według Jana Tatary „gdy oddziały sowieckie naciskane z kilku stron, przeszły do odwrotu, odznaczył się brawurową szarżą na kompanię piechoty rosyjskiej pluton 2-go szwadronu wachmistrza Bolesława Ziemby. Kompania ta w całości poddała się, tracąc w walce kilku zarąbanych w szarży żołnierzy”. W „Księdze Jazdy Polskiej” wspomniano, że „pod Olszanicą wachm. Zięba, szarżując na czele plutonu 9 p.uł. zarąbał 7 bolszewików”. 31 sierpnia 1920 poległ w bitwie pod Wolicą Śniatycką, pochowany został na cmentarzu w Zamościu.

## Ordery i odznaczenia
- Krzyż Srebrny Orderu Virtuti Militari nr 2048 pośmiertnie[10][11]